# Gymnophthalmus underwoodi
Gymnophthalmus underwoodi là một loài thằn lằn trong họ Gymnophthalmidae. Loài này được Grant mô tả khoa học đầu tiên năm 1958.